# Euclidia ardita
Euclidia ardita är en fjärilsart som beskrevs av John G. Franclemont 1957. Euclidia ardita ingår i släktet Euclidia och familjen nattflyn. Inga underarter finns listade i Catalogue of Life.